# Lijst van voetbalinterlands België - Slowakije (vrouwen)
Deze lijst van voetbalinterlands is een overzicht van alle officiële voetbalinterlands tussen de nationale vrouwenteams van België en Slowakije. De landen hebben tot nu toe vijf keer tegen elkaar gespeeld.

## Wedstrijden
| № | Plaats                | Datum             | Competitie              | Wedstrijd          | Uitslag |
| - | --------------------- | ----------------- | ----------------------- | ------------------ | ------- |
| 1 | Aalst                 | 7 september 1996  | EK 1997 kwalificatie    | België − Slowakije | 3 − 1   |
| 2 | Michalovce            | 28 september 1996 | EK 1997 kwalificatie    | Slowakije − België | 1 − 2   |
| 3 | Larnaca               | 27 februari 2019  | Cyprus Women's Cup 2019 | België − Slowakije | 3 − 0   |
| 4 | San Pedro del Pinatar | 16 februari 2022  | Pinatar Cup 2022        | Slowakije − België | 0 − 4   |
| 5 | Brussel               | 12 november 2022  | Vriendschappelijk       | België − Slowakije | 7 − 0   |

## Samenvatting
| Competitie         | Totaal gespeeld | Winst België | Gelijk | Winst Slowakije | Doelsaldo België – Slowakije |
| ------------------ | --------------- | ------------ | ------ | --------------- | ---------------------------- |
| EK-kwalificatie    | 2               | 2            | 0      | 0               | 5 − 2                        |
| Cyprus Women's Cup | 1               | 1            | 0      | 0               | 3 − 0                        |
| Pinatar Cup        | 1               | 1            | 0      | 0               | 4 − 0                        |
| Vriendschappelijk  | 1               | 1            | 0      | 0               | 7 − 0                        |
| Totaal             | 5               | 5            | 0      | 0               | 19 − 2                       |